# 京都市立勧修中学校
京都市立勧修中学校（きょうとしりつかんしゅうちゅうがっこう）は、京都府京都市山科区にある公立中学校。

## 歴史
- 1976年（昭和51年）4月 - 京都市立山科中学校南分校設置
- 1977年（昭和52年）4月 - 京都市立勧修中学校として開校
- 1978年（昭和53年）5月 - 開校1周年記念式典（5月1日を開校記念日と定める）
- 1985年（昭和60年）4月 - 京都市立勧修中学校東分校設置
- 1987年（昭和62年）4月 - 東分校が京都市立大宅中学校として開校
- 2019年（平成31年）4月 - グラウンドにて行われていた交通安全教室にて、事故再現中のスタントマンが誤ってトラックに轢かれ、死亡する事故が発生[1]